# Comuna Radnevo, Stara Zagora
Radnevo (în bulgară Раднево) este o comună în regiunea Stara Zagora, Bulgaria, formată din orașul Radnevo și 21 de sate. 

## Localități componente

### Orașe
- Radnevo

### Sate
| - Beli Breag - Bozduganovo - Bălgarene - Daskal-Atanasovo - Dinea - Konstantinoveț - Kovaci | - Liubenovo - Mața - Polski Gradeț - Risimanovo - Svoboden - Sărnevo - Tihomirovo | - Topoleane - Troianovo - Trănkovo - Zemlen - Znamenoseț - Kolarovo - Kovacevo |

## Demografie
Componența etnică a comunei Radnevo
     Romi (5,98%)
     Bulgari (86,8%)
     Nicio identificare (6%)
     Altele (1,56%)
La recensământul din 2011, populația comunei Radnevo era de 20.079 locuitori. Din punct de vedere etnic, majoritatea locuitorilor (86,8%) erau bulgari, cu o minoritate de romi (5,98%). Pentru 6,0% din locuitori nu este cunoscută apartenența etnică.